# Team Barloworld/2003
Deze pagina geeft een overzicht van de wielerploeg Team Barloworld in 2003.

## Renners
| Naam                        | Geboortedatum | Nationaliteit | Ploeg 2002                       |
| --------------------------- | ------------- | ------------- | -------------------------------- |
| Eric Berthou                | 23-01-1980    | Frankrijk     | Beloften                         |
| Freddy Bichot (vanaf april) | 09-09-1979    | Frankrijk     | La Française des Jeux (Stagiair) |
| Sylvain Calzati             | 01-07-1979    | Frankrijk     | Cofidis (Stagiair)               |
| Hilton Clarke               | 07-11-1979    | Australië     | Schroeder Iron                   |
| Ryan Cox                    | 09-04-1979    | Zuid-Afrika   | Team Cologne                     |
| Jacobus De Wit              | 07-11-1982    | Zuid-Afrika   | Elite 2                          |
| Jacques Fullard             | 19-09-1974    | Zuid-Afrika   | Elite 2                          |
| David George (vanaf 11.03)  | 23-02-1976    | Zuid-Afrika   | CCC-Polsat                       |
| Tiaan Kannemeyer            | 14-12-1978    | Zuid-Afrika   | Elite 2                          |
| Jacques Le Roux             | 05-10-1972    | Zuid-Afrika   | Elite 2                          |
| Jacobus Odendaal            | 12-07-1982    | Zuid-Afrika   | Elite 2                          |
| James Perry (vanaf 23.10)   | 19-11-1979    | Zuid-Afrika   | Amore & Vita                     |
| Sean Sullivan               | 08-08-1978    | Australië     | Elite 2                          |

2003 · 2004 · 2005 · 2006 · 2007 · 2008 · 2009